# Special Olympics World Games
Special Olympics World Games är ett internationellt idrottsevenemang för personer med intellektuella funktionsnedsättningar.
Spelen arrangeras av organisationen Special Olympics och finns sedan 1968 i sommarvariant, och sedan 1977 även i vintervariant.

## Värdorter
| År   | Summer Special Olympics World Games | Summer Special Olympics World Games | Summer Special Olympics World Games | Winter Special Olympics World Games | Winter Special Olympics World Games                  | Winter Special Olympics World Games |
| År   | Nummer                              | Värtort                             | Datum                               | Nummer                              | Värdort                                              | Datum                               |
| ---- | ----------------------------------- | ----------------------------------- | ----------------------------------- | ----------------------------------- | ---------------------------------------------------- | ----------------------------------- |
| 1968 | 1                                   | Chicago, Illinois, USA              | 20 juli–3 augusti                   |                                     |                                                      |                                     |
| 1970 | 2                                   | Chicago, Illinois, USA              | 3–15 augusti                        |                                     |                                                      |                                     |
| 1972 | 3                                   | Los Angeles, Kalifornien, USA       | 13–18 augusti                       |                                     |                                                      |                                     |
| 1975 | 4                                   | Mount Pleasant, Michigan, USA       | 8–13 augusti                        |                                     |                                                      |                                     |
| 1977 |                                     |                                     |                                     | 1                                   | Steamboat Springs, Colorado, USA                     | 5–11 februari                       |
| 1979 | 5                                   | Brockport, New York, USA            | 8–13 augusti                        |                                     |                                                      |                                     |
| 1981 |                                     |                                     |                                     | 2                                   | Smugglers' Notch/Stowe, Vermont, USA                 | 8–13 mars 1981                      |
| 1983 | 6                                   | Baton Rouge, Louisiana, USA         | 12–18 juli                          |                                     |                                                      |                                     |
| 1985 |                                     |                                     |                                     | 3                                   | Park City, Utah, USA                                 | 24–29 mars                          |
| 1987 | 7                                   | Notre Dame/South Bend, Indiana, USA | 31 juli–1 augusti                   |                                     |                                                      |                                     |
| 1989 |                                     |                                     |                                     | 4                                   | Lake Tahoe/Reno, USA                                 | 1–8 april                           |
| 1991 | 8                                   | Minneapolis/Saint Paul, USA         | 19–27 juli                          |                                     |                                                      |                                     |
| 1993 |                                     |                                     |                                     | 5                                   | Salzburg, Salzburg/Schladming, Steiermark, Österrike | 20–27 mars                          |
| 1995 | 9                                   | New Haven, Connecticut, USA         | 1–9 juli                            |                                     |                                                      |                                     |
| 1997 |                                     |                                     |                                     | 6                                   | Collingwood/Toronto, Kanada, Ontario                 | 1–8 februari                        |
| 1999 | 10                                  | Chapel Hill, Durham/Raleigh, USA    | 26 juni–4 juli                      |                                     |                                                      |                                     |
| 2001 |                                     |                                     |                                     | 7                                   | Anchorage, Alaska, USA                               | 4–11 mars                           |
| 2003 | 11                                  | Dublin, Irland                      | 21–29 juni                          |                                     |                                                      |                                     |
| 2005 |                                     |                                     |                                     | 8                                   | Nagano, Japan                                        | 26 februari–4 mars                  |
| 2007 | 12                                  | Shanghai, Kina                      | 2–11 oktober                        |                                     |                                                      |                                     |
| 2009 |                                     |                                     |                                     | 9                                   | Boise, Idaho, USA                                    | 6–13 februari                       |
| 2011 | 13                                  | Aten, Grekland                      | 25 juni–4 juli                      |                                     |                                                      |                                     |
| 2013 |                                     |                                     |                                     | 10                                  | Pyeongchang, Sydkorea                                | 29 januari–5 februari               |
| 2015 | 14                                  | Los Angeles, Kalifornien, USA       | 25 juli–2 augusti                   |                                     |                                                      |                                     |
| 2017 |                                     |                                     |                                     | 11                                  | Graz/Schladming, Steiermark, Österrike               | 14–25 mars                          |
| 2019 | 15                                  | Abu Dhabi, Förenade arabemiraten    | 14–25 mars                          |                                     |                                                      |                                     |
| 2023 | 16                                  | Berlin, Tyskland                    | 16–25 juni                          |                                     |                                                      |                                     |
| 2025 |                                     |                                     |                                     | 12                                  | Turin, Italien                                       | 8–15 mars                           |

1. ↑  Sarajevo i Bosnien och Hercegovina skulle egentligen ha arrangerat 2009 års vinterspel.[2] Men sedan staden dragit sig ur hamnade spelen i stället i Boise i Idaho i USA.[3]